# Паттерсон, Лорна
Ло́рна Па́ттерсон (англ. Lorna Patterson; 1 июля 1956, Уиттиер, Калифорния, США) — американская актриса. За свою 14-летнюю актёрскую карьеру, длившуюся в 1979—1993 года, она сыграла в 20-ти фильмах и телесериалах, а также играла в театрах. 

## Биография
26 ноября 1983 года Лорна вышла замуж за актёра Роберта Гинти (1948—2009), но позже они развелись. В этом браке Паттерсон родила своего первенца.
В настоящее время Лорна замужем во второй раз за актёром Майклом Лембеком (род.1948). В этом браке Паттерсон родила своих второго и третьего детей. 

## Избранная фильмография
| Год  |   | Русское название      | Оригинальное название | Роль                     |
| ---- | - | --------------------- | --------------------- | ------------------------ |
| 1979 | с | Лу Грант              | Lou Grant             | имя персонажа неизвестно |
| 1980 | ф | Аэроплан!             | Airplane!             | Рэнди                    |
| 1987 | с | Отель                 | Hotel                 | Нэнси Родс               |
| 1989 | с | Она написала убийство | Murder, She Wrote     | Эди Лоррейн              |